# Troisième circonscription du Finistère
La troisième circonscription du Finistère est l'une des huit circonscriptions législatives françaises que compte le département du Finistère.

## La circonscription de 1958 à 1986

### Description géographique
Dans le découpage électoral de 1958, la troisième circonscription du Finistère était composée des cantons suivants :
- Canton de Landerneau
- Canton de Lannilis
- Canton d'Ouessant
- Canton de Plabennec
- Canton de Ploudalmézeau
- Canton de Saint-Renan.

### Historique des députations
| Législature | Début de mandat | Fin de mandat  | Député                | Parti politique | Observations |
| ----------- | --------------- | -------------- | --------------------- | --------------- | --- |
| Ire         | 9 décembre 1958 | 9 octobre 1962 | Gabriel de Poulpiquet | UNR             | Mandat écourté à la suite d'une dissolution parlementaire décidée par Charles de Gaulle. |
| IIe         | 6 décembre 1962 | 2 avril 1967   | Gabriel de Poulpiquet | UNR             | |
| IIIe        | 3 avril 1967    | 30 mai 1968    | Gabriel de Poulpiquet | UDR             | Mandat écourté à la suite d'une dissolution parlementaire décidée par Charles de Gaulle. |
| IVe         | 11 juillet 1968 | 1er avril 1973 | Gabriel de Poulpiquet | UDR             | |
| Ve          | 2 avril 1973    | 2 avril 1978   | Gabriel de Poulpiquet | UDR             | |
| VIe         | 3 avril 1978    | 22 mai 1981    | Jean-Louis Goasduff   | RPR             | Mandat écourté à la suite d'une dissolution parlementaire décidée par François Mitterrand. |
| VIIe        | 2 juillet 1981  | 1er avril 1986 | Jean-Louis Goasduff   | RPR             | |
| VIIIe       | 2 avril 1986    | 14 mai 1988    | Aucun                 | Aucun           | Proportionnelle par département, pas de député par circonscription Proportionnelle par département, pas de député par circonscription. Mandat écourté à la suite d'une dissolution parlementaire décidée par François Mitterrand. |

### Historique des élections

#### Élections de 1958
| Candidat           | Candidat                  | Parti          | Premier tour | Premier tour | Second tour | Second tour |  |
| Candidat           | Candidat                  | Parti          | Voix         | %            | Voix        | %           |  |
| ------------------ | ------------------------- | -------------- | ------------ | ------------ | ----------- | ----------- |  |
|                    | Gabriel de Poulpiquet élu | UNR            | 17 806       | 34,56        | 29 638      | 62,81       |  |
|                    | André Colin               | MRP            | 15 087       | 29,29        | 17 548      | 37,19       |  |
|                    | Paul Guyader              | Modérés        | 10 436       | 20,26        | Retrait     | Retrait     |  |
|                    | Jean-Louis Rolland        | SFIO           | 6 461        | 12,54        | Retrait     | Retrait     |  |
|                    | Henri Roudot              | PCF            | 1 725        | 3,35         |             |             |  |
|                    |                           |                |              |              |             |             |  |
| Inscrits           | Inscrits                  | Inscrits       | 60 907       | 100,00       | 60 883      | 100,00      |  |
| Abstentions        | Abstentions               | Abstentions    | 9 007        | 14,79        | 11 615      | 19,08       |  |
| Votants            | Votants                   | Votants        | 51 900       | 85,21        | 49 268      | 80,92       |  |
| Blancs et nuls     | Blancs et nuls            | Blancs et nuls | 385          | 0,74         | 2 082       | 4,23        |  |
| Exprimés           | Exprimés                  | Exprimés       | 51 515       | 99,26        | 47 186      | 95,77       |  |
| Source : Data.gouv |                           |                |              |              |             |             |  |

Le suppléant de Gabriel de Poulpiquet était Pierre Cornec, docteur vétérinaire à Landerneau.

#### Élections de 1962
|                    | Gabriel de Poulpiquet sortant réélu | UNR-UDT        | 33 973 | 73,9   |  |  |  |
|                    | Alphonse Arzel                      | MRP            | 8 643  | 18,8   |  |  |  |
|                    | Henri Roudot                        | PCF            | 3 355  | 7,3    |  |  |  |
|                    |                                     |                |        |        |  |  |  |
| Inscrits           | Inscrits                            | Inscrits       | 60 704 | 100,00 |  |  |  |
| Abstentions        | Abstentions                         | Abstentions    | 13 946 | 22,97  |  |  |  |
| Votants            | Votants                             | Votants        | 46 758 | 77,03  |  |  |  |
| Blancs et nuls     | Blancs et nuls                      | Blancs et nuls | 787    | 1,68   |  |  |  |
| Exprimés           | Exprimés                            | Exprimés       | 45 971 | 98,32  |  |  |  |
| Source : Data.gouv |                                     |                |        |        |  |  |  |

Le suppléant de Gabriel de Poulpiquet était Pierre Cornec, docteur vétérinaire à Landerneau.

#### Élections de 1967
|                    | Gabriel de Poulpiquet sortant réélu | UD-Ve          | 39 807 | 79,1   |  |  |  |
|                    | Yves Cam                            | PCF            | 5 488  | 10,9   |  |  |  |
|                    | Charles Minguy                      | CD (PDM)       | 5 031  | 10     |  |  |  |
|                    |                                     |                |        |        |  |  |  |
| Inscrits           | Inscrits                            | Inscrits       | 57 816 | 100,00 |  |  |  |
| Abstentions        | Abstentions                         | Abstentions    | 6 798  | 11,76  |  |  |  |
| Votants            | Votants                             | Votants        | 51 018 | 88,24  |  |  |  |
| Blancs et nuls     | Blancs et nuls                      | Blancs et nuls | 692    | 1,36   |  |  |  |
| Exprimés           | Exprimés                            | Exprimés       | 50 326 | 98,64  |  |  |  |
| Source : Data.gouv |                                     |                |        |        |  |  |  |

Le suppléant de Gabriel de Poulpiquet était Jean-Louis Billant, maire de La Forest-Landerneau.

#### Élections de 1968
|                    | Gabriel de Poulpiquet sortant réélu | UDR (URP)      | 41 610 | 88,30  |  |  |  |
|                    | Yves Cam                            | PCF            | 5 511  | 11,69  |  |  |  |
|                    |                                     |                |        |        |  |  |  |
| Inscrits           | Inscrits                            | Inscrits       | 59 366 | 100,00 |  |  |  |
| Abstentions        | Abstentions                         | Abstentions    | 9 081  | 15,3   |  |  |  |
| Votants            | Votants                             | Votants        | 50 285 | 84,7   |  |  |  |
| Blancs et nuls     | Blancs et nuls                      | Blancs et nuls | 3 164  | 6,29   |  |  |  |
| Exprimés           | Exprimés                            | Exprimés       | 47 121 | 93,71  |  |  |  |
| Source : Data.gouv |                                     |                |        |        |  |  |  |

Le suppléant de Gabriel de Poulpiquet était Jean-Louis Billant.

#### Élections de 1973
|                    | Gabriel de Poulpiquet sortant réélu | UDR (URP)      | 33 945 | 61,95  |  |  |  |
|                    | Alphonse Arzel                      | CD (MR)        | 8 422  | 15,37  |  |  |  |
|                    | Loïc Besnard                        | PS (UGSD)      | 5 722  | 10,44  |  |  |  |
|                    | Guy Liziar                          | PCF            | 3 392  | 6,19   |  |  |  |
|                    | Pierre Cadalen                      | SAV            | 1 697  | 3,10   |  |  |  |
|                    | Patrick Dorval                      | UDB            | 1 621  | 2,96   |  |  |  |
|                    |                                     |                |        |        |  |  |  |
| Inscrits           | Inscrits                            | Inscrits       | 64 760 | 100,00 |  |  |  |
| Abstentions        | Abstentions                         | Abstentions    | 9 443  | 14,58  |  |  |  |
| Votants            | Votants                             | Votants        | 55 317 | 85,42  |  |  |  |
| Blancs et nuls     | Blancs et nuls                      | Blancs et nuls | 518    | 0,94   |  |  |  |
| Exprimés           | Exprimés                            | Exprimés       | 54 799 | 99,06  |  |  |  |
| Source : Data.gouv |                                     |                |        |        |  |  |  |

Le suppléant de Gabriel de Poulpiquet était Jean-Louis Billant.

#### Élections de 1978
| Candidat                                                | Candidat                | Parti          | Premier tour | Premier tour | Second tour | Second tour |  |
| Candidat                                                | Candidat                | Parti          | Voix         | %            | Voix        | %           |  |
| ------------------------------------------------------- | ----------------------- | -------------- | ------------ | ------------ | ----------- | ----------- |  |
|                                                         | Jean-Louis Goasduff élu | RPR            | 25 518       | 38,65        | 43 554      | 67,12       |  |
|                                                         | Alphonse Arzel          | UDF (PR)       | 18 906       | 28,63        | Retrait     | Retrait     |  |
|                                                         | Roger Abalain           | PS             | 12 146       | 18,39        | 21 337      | 32,88       |  |
|                                                         | Guy Liziar              | PCF            | 5 402        | 8,18         |             |             |  |
|                                                         | René L'Hostis           | UDB            | 2 302        | 3,48         |             |             |  |
|                                                         | Alain Daune             | LO             | 1 031        | 1,56         |             |             |  |
|                                                         | Christian Le Pêcheur    | PFN            | 718          | 1,09         |             |             |  |
|                                                         |                         |                |              |              |             |             |  |
| Inscrits                                                | Inscrits                | Inscrits       | 77 332       | 100,00       | 77 311      | 100,00      |  |
| Abstentions                                             | Abstentions             | Abstentions    | 10 441       | 13,5         | 11 127      | 14,39       |  |
| Votants                                                 | Votants                 | Votants        | 66 891       | 86,5         | 66 184      | 85,61       |  |
| Blancs et nuls                                          | Blancs et nuls          | Blancs et nuls | 868          | 1,3          | 1 293       | 1,95        |  |
| Exprimés                                                | Exprimés                | Exprimés       | 66 023       | 98,7         | 64 891      | 98,05       |  |
| Source : Data.gouv et Sud Ouest du 21 mars 1978, page 6 |                         |                |              |              |             |             |  |

Le suppléant de Louis Goasduff était Michel Briant, commerçant, conseiller général, adjoint au maire de Guipavas.

#### Élections de 1981
|                | Jean-Louis Goasduff sortant réélu | RPR (UNM)      | 37 339 | 60,09  |  |  |  |
|                | Yvette Duval                      | PS             | 19 198 | 30,89  |  |  |  |
|                | Guy Liziar                        | PCF            | 3 551  | 5,71   |  |  |  |
|                | René L'Hostis                     | UDB            | 2 050  | 3,30   |  |  |  |
|                |                                   |                |        |        |  |  |  |
| Inscrits       | Inscrits                          | Inscrits       | 82 729 | 100,00 |  |  |  |
| Abstentions    | Abstentions                       | Abstentions    | 19 898 | 24,05  |  |  |  |
| Votants        | Votants                           | Votants        | 62 831 | 75,95  |  |  |  |
| Blancs et nuls | Blancs et nuls                    | Blancs et nuls | 693    | 1,1    |  |  |  |
| Exprimés       | Exprimés                          | Exprimés       | 62 138 | 98,9   |  |  |  |

## La circonscription de 1986 à 2010

### Description géographique et démographique
Dans le découpage électoral de la loi no 86-1197 du 24 novembre 1986
, la circonscription regroupe les cantons suivants, :
- Canton de Brest-Bellevue
- Canton de Brest-Plouzané
- Canton de Brest-Recouvrance
- Canton de Brest-Saint-Pierre
- Canton de Plabennec
- Canton de Ploudalmézeau
- Canton de Saint-Renan

D'après le recensement général de la population en 1999, réalisé par l'Institut national de la statistique et des études économiques (INSEE), la population totale de cette circonscription est estimée à 125646 habitants,.

### Historique des députations
| Législature | Début de mandat | Fin de mandat  | Député               | Parti politique | Observations                                                                          |
| ----------- | --------------- | -------------- | -------------------- | --------------- | ------------------------------------------------------------------------------------- |
| IXe         | 23 juin 1988    | 1er avril 1993 | Jean-Louis Goasduff  | RPR             |                                                                                       |
| Xe          | 2 avril 1993    | 21 avril 1997  | Jean-Louis Goasduff, | RPR,            | Mandat écourté à la suite d'une dissolution parlementaire décidée par Jacques Chirac. |
| XIe         | 12 juin 1997    | 18 juin 2002   | François Cuillandre, | PS,             |                                                                                       |
| XIIe        | 19 juin 2002    | 19 juin 2007   | Marguerite Lamour,   | UMP,            |                                                                                       |
| XIIIe       | 20 juin 2007    | 19 juin 2012   | Marguerite Lamour    | UMP             |                                                                                       |

### Historique des élections

#### Élections législatives de 1988
| Candidat       | Candidat                          | Parti          | Premier tour | Premier tour | Second tour | Second tour |  |
| Candidat       | Candidat                          | Parti          | Voix         | %            | Voix        | %           |  |
| -------------- | --------------------------------- | -------------- | ------------ | ------------ | ----------- | ----------- |  |
|                | Jean-Louis Goasduff sortant réélu | RPR (URC)      | 25 033       | 47,68        | 29 974      | 52,37       |  |
|                | Joseph Lareur                     | PS             | 21 786       | 41,50        | 27 264      | 47,63       |  |
|                | Jacques Herrmann                  | FN             | 3 055        | 5,82         |             |             |  |
|                | Marcel Simon                      | PCF            | 2 628        | 5,01         |             |             |  |
|                |                                   |                |              |              |             |             |  |
| Inscrits       | Inscrits                          | Inscrits       | 81 562       | 100,00       | 81 547      | 100,00      |  |
| Abstentions    | Abstentions                       | Abstentions    | 28 078       | 34,43        | 23 505      | 28,82       |  |
| Votants        | Votants                           | Votants        | 53 484       | 65,57        | 58 042      | 71,18       |  |
| Blancs et nuls | Blancs et nuls                    | Blancs et nuls | 982          | 1,84         | 804         | 1,39        |  |
| Exprimés       | Exprimés                          | Exprimés       | 52 502       | 98,16        | 57 238      | 98,61       |  |

La suppléante de Jean-Louis Goasduff était Marie-Anne de Cadenet, commerçante.

#### Élections de 1993
|                               | Jean-Louis Goasduff sortant réélu | RPR (UPF)      | 19 189 | 35,64  | 29 269 | 56,24  |  |  |  |  |  |
|                               | François Cuillandre               | PS (ADFP)      | 10 838 | 20,13  | 22 770 | 43,75  |  |  |  |  |  |
|                               | Marcel Le Floc'h                  | diss. RPR      | 8 212  | 15,25  |        |        |  |  |  |  |  |
|                               | Michel Briand                     | Les Verts (EÉ) | 5 520  | 10,25  |        |        |  |  |  |  |  |
|                               | Olivier Morize                    | FN             | 4 821  | 8,95   |        |        |  |  |  |  |  |
|                               | Daniel Maloisel                   | PCF            | 1 931  | 3,59   |        |        |  |  |  |  |  |
|                               | Yvonne Lagadec                    | SÉGA           | 1 595  | 2,96   |        |        |  |  |  |  |  |
|                               | Sophie Chatonay                   | LT-LNÉ         | 1 574  | 2,92   |        |        |  |  |  |  |  |
|                               | Gildas Le Janne                   | PLN            | 164    | 0,30   |        |        |  |  |  |  |  |
|                               |                                   |                |        |        |        |        |  |  |  |  |  |
| Inscrits                      | Inscrits                          | Inscrits       | 83 318 | 100,00 | 83 313 | 100,00 |  |  |  |  |  |
| Abstentions                   | Abstentions                       | Abstentions    | 26 565 | 31,88  | 27 811 | 33,38  |  |  |  |  |  |
| Votants                       | Votants                           | Votants        | 56 753 | 68,12  | 55 502 | 66,62  |  |  |  |  |  |
| Blancs et nuls                | Blancs et nuls                    | Blancs et nuls | 2 909  | 5,13   | 3 463  | 6,24   |  |  |  |  |  |
| Exprimés                      | Exprimés                          | Exprimés       | 53 844 | 94,87  | 52 039 | 93,76  |  |  |  |  |  |
| Source : Data.gouv et CEVIPOF |                                   |                |        |        |        |        |  |  |  |  |  |

La suppléante de Louis Goasduff était Marie-Anne de Cadenet.

#### Élections législatives de 1997
| Candidat          | Candidat                | Parti                  | Premier tour | Premier tour | Second tour | Second tour |  |
| Candidat          | Candidat                | Parti                  | Voix         | %            | Voix        | %           |  |
| ----------------- | ----------------------- | ---------------------- | ------------ | ------------ | ----------- | ----------- |  |
|                   | François Cuillandre élu | PS                     | 15 213       | 27,53        | 29 329      | 50,31       |  |
|                   | Jean-Louis Lamour       | RPR                    | 10 838       | 19,61        | 28 969      | 49,69       |  |
|                   | Bernard Foricher        | Divers droite          | 8 073        | 14,61        |             |             |  |
|                   | Marcel Le Floch         | UDF (PR)               | 4 876        | 8,82         |             |             |  |
|                   | Pierre-Jean Bodiger     | FN                     | 4 657        | 8,42         |             |             |  |
|                   | Daniel Maloisel         | PCF                    | 3 005        | 5,43         |             |             |  |
|                   | Michel Briand           | Les Verts              | 2 413        | 4,36         |             |             |  |
|                   | Annie Muniglia          | Divers écologiste (GÉ) | 1 654        | 2,99         |             |             |  |
|                   | Jean-Claude Bachelier   | Extrême gauche (SÉGA)  | 1 500        | 2,71         |             |             |  |
|                   | Olivier de Kermenguy    | MPF (LDI)              | 1 335        | 2,42         |             |             |  |
|                   | Françoise Sage          | Extrême gauche (PT)    | 872          | 1,58         |             |             |  |
|                   | Pierre Fourel           | Divers (SRE)           | 819          | 1,48         |             |             |  |
|                   |                         |                        |              |              |             |             |  |
| Inscrits          | Inscrits                | Inscrits               | 83 117       | 100,00       | 83 103      | 100,00      |  |
| Abstentions       | Abstentions             | Abstentions            | 25 637       | 30,84        | 22 393      | 26,95       |  |
| Votants           | Votants                 | Votants                | 57 480       | 69,16        | 60 710      | 73,05       |  |
| Blancs et nuls    | Blancs et nuls          | Blancs et nuls         | 2 225        | 3,87         | 2 412       | 3,97        |  |
| Exprimés          | Exprimés                | Exprimés               | 55 255       | 96,13        | 58 298      | 96,03       |  |
| Source : Le Monde |                         |                        |              |              |             |             |  |

Le suppléant de François Cuillandre était Roger Abalain, ergonome, maire de Locmaria-Plouzané.

#### Élections de 2002
| Candidat       | Candidat                    | Parti                      | Premier tour | Premier tour | Second tour | Second tour |  |
| Candidat       | Candidat                    | Parti                      | Voix         | %            | Voix        | %           |  |
| -------------- | --------------------------- | -------------------------- | ------------ | ------------ | ----------- | ----------- |  |
|                | François Cuillandre sortant | PS                         | 19 789       | 35,16        | 26 878      | 48,16       |  |
|                | Marguerite Lamour élue      | UMP                        | 12 527       | 22,26        | 28 932      | 51,84       |  |
|                | Antoine Corolleur           | Divers droite (Maj. prés.) | 7 892        | 14,02        |             |             |  |
|                | Fortuné Pellicano           | diss. RPR                  | 3 544        | 6,3          |             |             |  |
|                | Claude Herrmann             | FN                         | 2 948        | 5,24         |             |             |  |
|                | Jean Augereau               | Les Verts                  | 2 939        | 5,22         |             |             |  |
|                | André Jourt                 | Divers droite (Maj. prés.) | 1 814        | 3,22         |             |             |  |
|                | Anne-Marie Alayse           | PCF                        | 952          | 1,69         |             |             |  |
|                | Hubert Casel                | Extrême gauche             | 886          | 1,57         |             |             |  |
|                | Marie-Françoise Goge        | Régionaliste               | 656          | 1,17         |             |             |  |
|                | Agnès Baudry                | LO                         | 568          | 1,01         |             |             |  |
|                | Olivier de Kermenguy        | MPF                        | 515          | 0,91         |             |             |  |
|                | Marcel David                | Pôle républicain           | 442          | 0,79         |             |             |  |
|                | Yvette Le Bot               | MÉI                        | 351          | 0,62         |             |             |  |
|                | Marie-Ange Léal             | MNR                        | 278          | 0,49         |             |             |  |
|                | Françoise Sage              | PT                         | 185          | 0,33         |             |             |  |
|                |                             |                            |              |              |             |             |  |
| Inscrits       | Inscrits                    | Inscrits                   | 86 632       | 100,00       | 86 631      | 100,00      |  |
| Abstentions    | Abstentions                 | Abstentions                | 29 536       | 34,09        | 29 536      | 34,09       |  |
| Votants        | Votants                     | Votants                    | 57 096       | 65,91        | 57 095      | 65,91       |  |
| Blancs et nuls | Blancs et nuls              | Blancs et nuls             | 810          | 1,42         | 1 285       | 2,25        |  |
| Exprimés       | Exprimés                    | Exprimés                   | 56 286       | 98,58        | 55 810      | 97,75       |  |

Le suppléant de Marguerite Lamour était Yannick Marzin, UDF, pharmacien à Porspoder, conseiller général du canton de Brest-Centre.

#### Élections de 2007
| Candidat       | Candidat                          | Parti          | Premier tour | Premier tour | Second tour | Second tour |  |
| Candidat       | Candidat                          | Parti          | Voix         | %            | Voix        | %           |  |
| -------------- | --------------------------------- | -------------- | ------------ | ------------ | ----------- | ----------- |  |
|                | Marguerite Lamour sortante réélue | UMP            | 25 189       | 42,7         | 30 490      | 52,37       |  |
|                | François Cuillandre               | PS             | 19 102       | 32,38        | 27 728      | 47,63       |  |
|                | Laurent Merer                     | UDF–MoDem      | 6 827        | 11,57        |             |             |  |
|                | Jean Augereau                     | Les Verts      | 2 449        | 4,15         |             |             |  |
|                | Erwan Quélennec                   | LCR            | 1 616        | 2,74         |             |             |  |
|                | Véronique Rémond                  | FN             | 1 141        | 1,93         |             |             |  |
|                | Catherine Couturier               | SÉGA           | 936          | 1,59         |             |             |  |
|                | Murielle Dubreule                 | PCF            | 691          | 1,17         |             |             |  |
|                | Sophie Mével                      | MPF            | 650          | 1,1          |             |             |  |
|                | Jacques Piro                      | LO             | 386          | 0,65         |             |             |  |
|                |                                   |                |              |              |             |             |  |
| Inscrits       | Inscrits                          | Inscrits       | 92 511       | 100,00       | 92 507      | 100,00      |  |
| Abstentions    | Abstentions                       | Abstentions    | 32 758       | 35,41        | 32 924      | 35,59       |  |
| Votants        | Votants                           | Votants        | 59 753       | 64,59        | 59 583      | 64,41       |  |
| Blancs et nuls | Blancs et nuls                    | Blancs et nuls | 766          | 1,28         | 1 365       | 2,29        |  |
| Exprimés       | Exprimés                          | Exprimés       | 58 987       | 98,72        | 58 218      | 97,71       |  |

Le suppléant de Marguerite Lamour était François Le Verge, de Ploudalmézeau.

## La circonscription depuis 2010

### Description géographique
À la suite du redécoupage des circonscriptions législatives françaises de 2010, induit par l'ordonnance n° 2009-935 du 29 juillet 2009, ratifiée par le Parlement français le 21 janvier 2010, la deuxième circonscription du Finistère regroupe les divisions administratives suivantes :
- Canton de Brest-Plouzané
- Canton de Brest-Recouvrance
- Canton de Brest-Saint-Pierre
- Canton de Plabennec
- Canton de Ploudalmézeau
- Canton de Saint-Renan

### Historique des députations
| Législature | Début de mandat | Fin de mandat | Député            | Parti politique | Observations                                                                           |
| ----------- | --------------- | ------------- | ----------------- | --------------- | -------------------------------------------------------------------------------------- |
| XIVe        | 20 juin 2012    | 20 juin 2017  | Jean-Luc Bleunven | DVG             |                                                                                        |
| XVe         | 21 juin 2017    | 21 juin 2022  | Didier Le Gac     | LREM            |                                                                                        |
| XVIe        | 22 juin 2022    | 9 juin 2024   | Didier Le Gac     | RE              | Mandat écourté à la suite d'une dissolution parlementaire décidée par Emmanuel Macron. |

### Historique des élections

#### Élections législatives de 2012
| Candidat       | Candidat                   | Parti                   | Premier tour | Premier tour | Second tour | Second tour |  |
| Candidat       | Candidat                   | Parti                   | Voix         | %            | Voix        | %           |  |
| -------------- | -------------------------- | ----------------------- | ------------ | ------------ | ----------- | ----------- |  |
|                | Marguerite Lamour sortante | UMP                     | 20 177       | 38,82        | 24 765      | 47,71       |  |
|                | Jean-Luc Bleunven élu      | diss. PS                | 11 054       | 21,27        | 27 146      | 52,29       |  |
|                | Magali Deval               | EÉLV (PS, UDB)          | 10 799       | 20,78        | Retrait     | Retrait     |  |
|                | Joël Ménard                | FN (RBM)                | 3 913        | 7,53         |             |             |  |
|                | Bertrand Seys              | PG (FG) (Divers gauche) | 2 602        | 5,01         |             |             |  |
|                | Christiane Migot           | PRG                     | 1 526        | 2,94         |             |             |  |
|                | Patrick Pélissard          | MoDem (CpF)             | 1 170        | 2,25         |             |             |  |
|                | Chris Perrot               | ALT (NPA)               | 488          | 0,94         |             |             |  |
|                | Fabrice Merlin             | LO                      | 251          | 0,48         |             |             |  |
|                |                            |                         |              |              |             |             |  |
| Inscrits       | Inscrits                   | Inscrits                | 86 268       | 100,00       | 86 265      | 100,00      |  |
| Abstentions    | Abstentions                | Abstentions             | 33 665       | 39,02        | 33 244      | 38,54       |  |
| Votants        | Votants                    | Votants                 | 52 603       | 60,98        | 53 021      | 61,46       |  |
| Blancs et nuls | Blancs et nuls             | Blancs et nuls          | 623          | 1,18         | 1 110       | 2,09        |  |
| Exprimés       | Exprimés                   | Exprimés                | 51 980       | 98,82        | 51 911      | 97,91       |  |

La suppléante de Jean-Luc Bleunven était Éliane Pallier, infirmière à Brest.

#### Élections de 2017
|                                                                            | |                           |                           |                          |                          |
|                                                                            | | Premier tour 11 juin 2017 | Premier tour 11 juin 2017 | Second tour 18 juin 2017 | Second tour 18 juin 2017 |
|                                                                            | |                           |                           |                          |                          |
|                                                                            | | Nombre                    | % des inscrits            | Nombre                   | % des inscrits           |
| Inscrits                                                                   | Inscrits | 89 322                    | 100,00                    | 89 311                   | 100,00                   |
| Abstentions                                                                | Abstentions | 40 412                    | 45,24                     | 48 586                   | 54,40                    |
| Votants                                                                    | Votants | 48 910                    | 54,76                     | 40 725                   | 45,60                    |
|                                                                            | |                           | % des votants             |                          | % des votants            |
| Bulletins blancs                                                           | Bulletins blancs | 816                       | 1,67                      | 2 777                    | 6,82                     |
| Bulletins nuls                                                             | Bulletins nuls | 188                       | 0,38                      | 722                      | 1,77                     |
| Suffrages exprimés                                                         | Suffrages exprimés | 47 906                    | 97,95                     | 37 226                   | 91,41                    |
|                                                                            | |                           |                           |                          |                          |
| Candidat Étiquette politique (partis et alliances)                         | Candidat Étiquette politique (partis et alliances)                                                                                        | Voix                      | % des exprimés            | Voix                     | % des exprimés           |
|                                                                            | |                           |                           |                          |                          |
|                                                                            | Didier Le Gac La République en marche | 21 085                    | 44,01                     | 22 593                   | 60,69                    |
|                                                                            | Jean-Luc Bleunven (député sortant) Divers gauche (Parti socialiste)                                                                       | 7 282                     | 15,20                     | 14 633                   | 39,31                    |
|                                                                            | Christine Panaget La France insoumise | 5 786                     | 12,08                     |                          |                          |
|                                                                            | Marie-Catherine Mouchot Les Républicains (Union des démocrates et indépendants)                                                           | 4 807                     | 10,03                     |                          |                          |
|                                                                            | Guy Léal Front national | 3 275                     | 6,84                      |                          |                          |
|                                                                            | Patrick Appéré Divers gauche | 1 517                     | 3,17                      |                          |                          |
|                                                                            | Yves Guéguen Debout la France | 1 043                     | 2,18                      |                          |                          |
|                                                                            | Loïc Duprat Régionaliste (Mouvement 100 % - Parti breton - Parti fédéraliste européen - En avant Bretagne -Alliance fédéraliste bretonne) | 761                       | 1,59                      |                          |                          |
|                                                                            | Marie-Laure de Parcevaux Divers droite (Parti chrétien-démocrate)                                                                         | 742                       | 1,55                      |                          |                          |
|                                                                            | Jean-Paul Cam Parti communiste français                                                                                                   | 470                       | 0,98                      |                          |                          |
|                                                                            | Marie-Louise Thomas Divers | 314                       | 0,66                      |                          |                          |
|                                                                            | Fabrice Merlin Lutte ouvrière | 304                       | 0,63                      |                          |                          |
|                                                                            | Fabrice Almeras Divers | 262                       | 0,55                      |                          |                          |
|                                                                            | Romain Morin Divers (Union populaire républicaine)                                                                                        | 258                       | 0,54                      |                          |                          |
| Source : Ministère de l'Intérieur - Troisième circonscription du Finistère | |                           |                           |                          |                          |

La suppléante de Didier Le Gac était Nadège Havet, adjointe au maire de Saint-Pabu. Nadège Havet est élue sénatrice le 1er octobre 2020.

#### Élections de 2022
| Résultats des élections législatives des 12 et 19 juin 2022 de la 3e circonscription du Finistère |                                                                                   |                           |                           |                          |                          |
|                                                                                                   |                                                                                   | Premier tour 12 juin 2022 | Premier tour 12 juin 2022 | Second tour 19 juin 2022 | Second tour 19 juin 2022 |
|                                                                                                   |                                                                                   |                           |                           |                          |                          |
|                                                                                                   |                                                                                   | Nombre                    | % des inscrits            | Nombre                   | % des inscrits           |
| Inscrits                                                                                          | Inscrits                                                                          | 93 142                    | 100                       | 93 155                   | 100                      |
| Abstentions                                                                                       | Abstentions                                                                       | 45 066                    | 48,38                     | 47 040                   | 50,50                    |
| Votants                                                                                           | Votants                                                                           | 48 076                    | 51,62                     | 46 115                   | 49,50                    |
|                                                                                                   |                                                                                   |                           | % des votants             |                          | % des votants            |
| Bulletins blancs                                                                                  | Bulletins blancs                                                                  | 918                       | 1,91                      | 2 138                    | 4,64                     |
| Bulletins nuls                                                                                    | Bulletins nuls                                                                    | 167                       | 0,35                      | 510                      | 1,11                     |
| Suffrages exprimés                                                                                | Suffrages exprimés                                                                | 46 991                    | 97,74                     | 43 467                   | 94,26                    |
|                                                                                                   |                                                                                   |                           |                           |                          |                          |
| Candidat Étiquette politique (partis et alliances)                                                | Candidat Étiquette politique (partis et alliances)                                | Voix                      | % des exprimés            | Voix                     | % des exprimés           |
|                                                                                                   |                                                                                   |                           |                           |                          |                          |
|                                                                                                   | Didier Le Gac Ensemble                                                            | 19 442                    | 41,37                     | 25 169                   | 57,90                    |
|                                                                                                   | Pierre Smolarz Nouvelle Union populaire écologique et sociale La France insoumise | 13 712                    | 29,18                     | 18 298                   | 42,10                    |
|                                                                                                   | Roger Abasq Rassemblement national                                                | 5 989                     | 12,74                     |                          |                          |
|                                                                                                   | Francis Le Bian Les Républicains                                                  | 2 997                     | 6,38                      |                          |                          |
|                                                                                                   | Patricia Le Moign Reconquête                                                      | 1 507                     | 3,21                      |                          |                          |
|                                                                                                   | Jean-Marc Governatori Écologistes                                                 | 1 240                     | 2,64                      |                          |                          |
|                                                                                                   | Yve Gueguen Debout la France                                                      | 775                       | 1,65                      |                          |                          |
|                                                                                                   | Loïc Duprat Parti Breton                                                          | 742                       | 1,58                      |                          |                          |
|                                                                                                   | Matthieu Muller Lutte ouvrière                                                    | 587                       | 1,25                      |                          |                          |
| * Député sortant                                                                                  |                                                                                   |                           |                           |                          |                          |

La suppléante de Didier Le Gac était Anne-Thérèse Roudaut, gérante d'établissement touristique, première adjointe au maire de Plabennec.

#### Élections de 2024
| Candidat                 | Candidat                 | Parti et coalition       | Nuance                   | Premier tour | Premier tour | Second tour | Second tour |
| Candidat                 | Candidat                 | Parti et coalition       | Nuance                   | Voix         | %            | Voix        | %           |
| ------------------------ | ------------------------ | ------------------------ | ------------------------ | ------------ | ------------ | ----------- | ----------- |
|                          | Didier Le Gac            | RE (ENS)                 | ENS                      | 26 139       | 38,92        | 44 449      | 69,13       |
|                          | Martine Donval           | RN                       | RN                       | 18 627       | 27,74        | 19 848      | 30,87       |
|                          | Pierre Smolarz           | LFI (NFP)                | UG                       | 18 074       | 26,91        | Retrait     | Retrait     |
|                          | Hélène Favé              | Équinoxe                 | REG                      | 1 808        | 2,69         |             |             |
|                          | Marie-Louise Thomas      | DLF                      | DSV                      | 1 050        | 1,56         |             |             |
|                          | Matthieu Muller          | LO                       | EXG                      | 742          | 1,10         |             |             |
|                          | Ronan Perrot             | REC                      | REC                      | 427          | 0,64         |             |             |
|                          | Annie Collinet           | DNM                      | DIV                      | 293          | 0,44         |             |             |
|                          |                          |                          |                          |              |              |             |             |
| Votes valides            | Votes valides            | Votes valides            | Votes valides            | 67 160       | 97,30        | 64 297      | 94,14       |
| Votes blancs             | Votes blancs             | Votes blancs             | Votes blancs             | 1 505        | 2,18         | 3 520       | 5,15        |
| Votes nuls               | Votes nuls               | Votes nuls               | Votes nuls               | 358          | 0,52         | 480         | 0,70        |
| Total                    | Total                    | Total                    | Total                    | 69 023       | 100          | 68 297      | 100         |
| Abstention               | Abstention               | Abstention               | Abstention               | 24 830       | 26,46        | 25 571      | 27,24       |
| Inscrits / participation | Inscrits / participation | Inscrits / participation | Inscrits / participation | 93 853       | 73,54        | 93 868      | 72,76       |

La suppléante de Didier Le Gac est Anne-Thérèse Roudaut.